# Copa de Campeones de la Concacaf 2002
La Copa de Campeones de 2002 fue la trigésimo séptima edición de la Copa de Campeones de la Concacaf, torneo de fútbol a nivel de clubes más importante de Norteamérica, Centroamérica y el Caribe organizado por la Concacaf. El torneo comenzó el 13 de febrero y culminó el 18 de septiembre de 2002.
Para facilitar la transición a un nuevo ciclo de rondas de clasificación en la segunda mitad de un año y la etapa de la liga en la primera mitad del siguiente, se tomó la decisión de utilizar la competencia actual como el período de transición y aumento a 16 equipos en esta nueva competencia continental en el formato de liga.
El campeón y el subcampeón de la Copa de Gigantes de la Concacaf (Club América y el D.C. United) se unieron también al nuevo formato para ofrecer tanto de los clubes la oportunidad de competir por un puesto en el Campeonato Mundial de Clubes. Esto era conveniente, como uno de los equipos clasificados de la MLS, Miami Fusion F.C., cesó sus operaciones después de la temporada 2001, a pesar de ganar el MLS Supporters Shield de ese año.
Originalmente, se pensaba formar una especie de Liga de Campeones ya que debía elaborarse una fase de grupos, que debía jugarse en diciembre o enero, pero a finales de noviembre, Concacaf cambió sus planes, una vez más y decidió jugar el torneo en formato de playoffs, sin la fase de grupos. Debido a esto, el nombre del torneo se mantuvo en Copa de Campeones de la Concacaf.
El Pachuca ganó el torneo, el primero en la historia del club, contra el Monarcas Morelia en la final celebrado en el Estadio Azul.

## Equipos participantes
| País                      | Equipo                                                                 | Clasificación |
| ------------------------- | ---------------------------------------------------------------------- | --- |
| México 4 cupos            | Atlético Monarcas Morelia Club Santos Laguna C.F. Pachuca Club América | Campeón del Invierno 2000 Campeón de Verano 2001 Campeón del Invierno 2001 Campeón de la Copa de Gigantes de la Concacaf             |
| Estados Unidos 4 cupos    | S. Kansas City Wizards Chicago Fire San Jose Earthquakes D.C. United   | Campeón de la MLS Cup 2000 Subcampeón de la MLS Cup 2000 Campeón de la MLS Cup 2001 Subcampeón de la Copa de Gigantes de la Concacaf |
| Guatemala 2 cupos         | C.S.D. Municipal C.S.D. Comunicaciones                                 | Campeón de la Copa Interclubes de la Uncaf 2001 Cuarto puesto de la Copa Interclubes de la Uncaf 2001                                |
| Costa Rica 2 cupos        | Deportivo Saprissa L.D. Alajuelense                                    | Subcampeón de la Copa Interclubes de la Uncaf 2001 Tercero del grupo A de la Copa Interclubes de la Uncaf 2001                       |
| Trinidad y Tobago 2 cupos | W Connection F.C. Defence Force F.C.                                   | Ganador del grupo A del Campeonato de Clubes de la CFU 2001 Ganador del grupo B del Campeonato de Clubes de la CFU 2001              |
| Honduras 1 cupo           | C.D. Olimpia                                                           | Tercer puesto de la Copa Interclubes de la Uncaf 2001                                                                                |
| Panamá 1 cupo             | Tauro F.C.                                                             | Tercero del grupo B de la Copa Interclubes de la Uncaf 2001                                                                          |

## Cuadro de desarrollo
|  | Octavos de final             | Octavos de final             | Octavos de final             | Octavos de final             |   |                | Cuartos de final           | Cuartos de final           | Cuartos de final           | Cuartos de final           |  |             | Semifinales       | Semifinales       | Semifinales       | Semifinales       |  |         | Final                                           | Final                                           |  |
|  | 13 de febrero al 27 de marzo | 13 de febrero al 27 de marzo | 13 de febrero al 27 de marzo | 13 de febrero al 27 de marzo |   |                | 10 de abril al 10 de julio | 10 de abril al 10 de julio | 10 de abril al 10 de julio | 10 de abril al 10 de julio |  |             | 7 al 28 de agosto | 7 al 28 de agosto | 7 al 28 de agosto | 7 al 28 de agosto |  |         | 18 de septiembre Estadio Azul, Ciudad de México | 18 de septiembre Estadio Azul, Ciudad de México |  |
|  |                              |                              |                              |                              |   |                |                            |                            |                            |                            |  |             |                   |                   |                   |                   |  |         |                                                 |                                                 |  |
|  |                              |                              |                              |                              |   |                |                            |                            |                            |                            |  |             |                   |                   |                   |                   |  |         |                                                 |                                                 |  |
|  | Morelia                      | 2                            | 1                            | 3                            |   |                |                            |                            |                            |                            |  |             |                   |                   |                   |                   |  |         |                                                 |                                                 |  |
|  | Morelia                      | 2                            | 1                            | 3                            |   |                |                            |                            |                            |                            |  |             |                   |                   |                   |                   |  |         |                                                 |                                                 |  |
|  | Saprissa                     | 0                            | 1                            | 1                            |   |                |                            |                            |                            |                            |  |             |                   |                   |                   |                   |  |         |                                                 |                                                 |  |
|  | Saprissa                     | 0                            | 1                            | 1                            |   | Morelia        | 2                          | 1                          | 3                          |                            |  |             |                   |                   |                   |                   |  |         |                                                 |                                                 |  |
|  |                              |                              |                              |                              |   | Morelia        | 2                          | 1                          | 3                          |                            |  |             |                   |                   |                   |                   |  |         |                                                 |                                                 |  |
|  |                              |                              | Chicago Fire                 | 0                            | 2 | 2              |                            |                            |                            |                            |  |             |                   |                   |                   |                   |  |         |                                                 |                                                 |  |
|  | Municipal                    | 0                            | Chicago Fire                 | 0                            | 2 | 2              | 0                          | 0                          |                            |                            |  |             |                   |                   |                   |                   |  |         |                                                 |                                                 |  |
|  | Municipal                    | 0                            |                              |                              |   |                |                            |                            |                            |                            |  |             |                   |                   |                   |                   |  |         |                                                 |                                                 |  |
|  | Chicago Fire                 | 1                            | 2                            | 3                            |   |                |                            |                            |                            |                            |  |             |                   |                   |                   |                   |  |         |                                                 |                                                 |  |
|  | Chicago Fire                 | 1                            | 2                            | 3                            |   |                |                            |                            |                            |                            |  | Morelia     | 6                 | 1                 | 7                 |                   |  |         |                                                 |                                                 |  |
|  |                              |                              |                              |                              |   |                |                            |                            |                            |                            |  | Morelia     | 6                 | 1                 | 7                 |                   |  |         |                                                 |                                                 |  |
|  |                              |                              | Kansas City Wizards          | 1                            | 1 | 2              |                            |                            |                            |                            |  |             |                   |                   |                   |                   |  |         |                                                 |                                                 |  |
|  | Tauro                        | 1                            | Kansas City Wizards          | 1                            | 1 | 2              | 2                          | 3                          |                            |                            |  |             |                   |                   |                   |                   |  |         |                                                 |                                                 |  |
|  | Tauro                        | 1                            |                              |                              |   |                |                            |                            |                            |                            |  |             |                   |                   |                   |                   |  |         |                                                 |                                                 |  |
|  | Santos                       | 1                            | 4                            | 5                            |   |                |                            |                            |                            |                            |  |             |                   |                   |                   |                   |  |         |                                                 |                                                 |  |
|  | Santos                       | 1                            | 4                            | 5                            |   | Santos         | 2                          | 0                          | 2                          |                            |  |             |                   |                   |                   |                   |  |         |                                                 |                                                 |  |
|  |                              |                              |                              |                              |   | Santos         | 2                          | 0                          | 2                          |                            |  |             |                   |                   |                   |                   |  |         |                                                 |                                                 |  |
|  |                              |                              | Kansas City Wizards          | 1                            | 2 | 3              |                            |                            |                            |                            |  |             |                   |                   |                   |                   |  |         |                                                 |                                                 |  |
|  | W Connection                 | 0                            | Kansas City Wizards          | 1                            | 2 | 3              | 0                          | 0                          |                            |                            |  |             |                   |                   |                   |                   |  |         |                                                 |                                                 |  |
|  | W Connection                 | 0                            |                              |                              |   |                |                            |                            |                            |                            |  |             |                   |                   |                   |                   |  |         |                                                 |                                                 |  |
|  | Kansas City Wizards          | 1                            | 2                            | 3                            |   |                |                            |                            |                            |                            |  |             |                   |                   |                   |                   |  |         |                                                 |                                                 |  |
|  | Kansas City Wizards          | 1                            | 2                            | 3                            |   |                |                            |                            |                            |                            |  |             |                   |                   |                   |                   |  | Morelia | 0                                               |                                                 |  |
|  |                              |                              |                              |                              |   |                |                            |                            |                            |                            |  |             |                   |                   |                   |                   |  | Morelia | 0                                               |                                                 |  |
|  |                              |                              | Pachuca                      | 1                            |   |                |                            |                            |                            |                            |  |             |                   |                   |                   |                   |  |         |                                                 |                                                 |  |
|  | Comunicaciones               | 4                            | Pachuca                      | 1                            | 1 | 5              |                            |                            |                            |                            |  |             |                   |                   |                   |                   |  |         |                                                 |                                                 |  |
|  | Comunicaciones               | 4                            |                              |                              |   |                |                            |                            |                            |                            |  |             |                   |                   |                   |                   |  |         |                                                 |                                                 |  |
|  | D.C. United                  | 0                            | 2                            | 2                            |   |                |                            |                            |                            |                            |  |             |                   |                   |                   |                   |  |         |                                                 |                                                 |  |
|  | D.C. United                  | 0                            | 2                            | 2                            |   | Comunicaciones | 2                          | 0                          | 2                          |                            |  |             |                   |                   |                   |                   |  |         |                                                 |                                                 |  |
|  |                              |                              |                              |                              |   | Comunicaciones | 2                          | 0                          | 2                          |                            |  |             |                   |                   |                   |                   |  |         |                                                 |                                                 |  |
|  |                              |                              | Alajuelense                  | 3                            | 3 | 6              |                            |                            |                            |                            |  |             |                   |                   |                   |                   |  |         |                                                 |                                                 |  |
|  | Alajuelense                  | 1                            | Alajuelense                  | 3                            | 3 | 6              | 2                          | 3                          |                            |                            |  |             |                   |                   |                   |                   |  |         |                                                 |                                                 |  |
|  | Alajuelense                  | 1                            |                              |                              |   |                |                            |                            |                            |                            |  |             |                   |                   |                   |                   |  |         |                                                 |                                                 |  |
|  | América                      | 0                            | 0                            | 0                            |   |                |                            |                            |                            |                            |  |             |                   |                   |                   |                   |  |         |                                                 |                                                 |  |
|  | América                      | 0                            | 0                            | 0                            |   |                |                            |                            |                            |                            |  | Alajuelense | 2                 | 0                 | 2                 |                   |  |         |                                                 |                                                 |  |
|  |                              |                              |                              |                              |   |                |                            |                            |                            |                            |  | Alajuelense | 2                 | 0                 | 2                 |                   |  |         |                                                 |                                                 |  |
|  |                              |                              | Pachuca                      | 1                            | 2 | 3              |                            |                            |                            |                            |  |             |                   |                   |                   |                   |  |         |                                                 |                                                 |  |
|  | Pachuca                      | 0                            | Pachuca                      | 1                            | 2 | 3              | 4                          | 4                          |                            |                            |  |             |                   |                   |                   |                   |  |         |                                                 |                                                 |  |
|  | Pachuca                      | 0                            |                              |                              |   |                |                            |                            |                            |                            |  |             |                   |                   |                   |                   |  |         |                                                 |                                                 |  |
|  | Defence Force                | 1                            | 0                            | 1                            |   |                |                            |                            |                            |                            |  |             |                   |                   |                   |                   |  |         |                                                 |                                                 |  |
|  | Defence Force                | 1                            | 0                            | 1                            |   | Pachuca        | 3                          | 0                          | 3                          |                            |  |             |                   |                   |                   |                   |  |         |                                                 |                                                 |  |
|  |                              |                              |                              |                              |   | Pachuca        | 3                          | 0                          | 3                          |                            |  |             |                   |                   |                   |                   |  |         |                                                 |                                                 |  |
|  |                              |                              | San Jose Earthquakes         | 0                            | 1 | 1              |                            |                            |                            |                            |  |             |                   |                   |                   |                   |  |         |                                                 |                                                 |  |
|  | San Jose Earthquakes         | 1                            | San Jose Earthquakes         | 0                            | 1 | 1              | 3                          | 4                          |                            |                            |  |             |                   |                   |                   |                   |  |         |                                                 |                                                 |  |
|  | San Jose Earthquakes         | 1                            |                              |                              |   |                |                            |                            |                            |                            |  |             |                   |                   |                   |                   |  |         |                                                 |                                                 |  |
|  | Olimpia                      | 0                            | 1                            | 1                            |   |                |                            |                            |                            |                            |  |             |                   |                   |                   |                   |  |         |                                                 |                                                 |  |
|  | Olimpia                      | 0                            | 1                            | 1                            |   |                |                            |                            |                            |                            |  |             |                   |                   |                   |                   |  |         |                                                 |                                                 |  |
|  |                              |                              |                              |                              |   |                |                            |                            |                            |                            |  |             |                   |                   |                   |                   |  |         |                                                 |                                                 |  |

### Octavos de final
| 6 de marzo de 2002 | Monarcas Morelia | 2:0 (2:0) | Saprissa | Estadio Morelos, Morelia |  |
|                    | Torres 17', 33'  |           |          |                          |  |

| 20 de marzo de 2002 | Saprissa          | 1:1 (1:0) | Monarcas Morelia     | Estadio Ricardo Saprissa Aymá, San José |  |
|                     | Campos 45' (pen.) |           | Antonio Gonzalez 78' |                                         |  |

| 16 de marzo de 2002 | Municipal | 0:1 (0:0) | Chicago Fire  | Estadio Mateo Flores, Ciudad de Guatemala |  |
|                     |           |           | Kovalenko 55' |                                           |  |

| 20 de marzo de 2002 | Chicago Fire              | 2:0 (1:0) | Municipal | Soldier Field, Chicago |  |
|                     | Razov 27' · Bocanegra 82' |           |           |                        |  |

| 14 de marzo de 2002 | Tauro      | 1:1 (0:1) | Santos Laguna | Estadio Rommel Fernández, Ciudad de Panamá |  |
|                     | Tejada 82' |           | Altamirano 7' |                                            |  |

| 27 de marzo de 2002 | Santos Laguna                                          | 4:2 (2:1) | Tauro                      | Estadio Corona, Torreón |  |
|                     | Pedro Jiménez 9', 69' · Lillingston 21' · Costilla 75' |           | Wiltshire 43' · Méndez 83' |                         |  |

| 3 de marzo de 2002 | W Connection | 0:1 (0:0) | Kansas City Wizards | Estadio Hasely Crawford, Puerto España |  |
|                    |              |           | Gómez 85'           |                                        |  |

| 16 de marzo de 2002 | Kansas City Wizards           | 2:0 (0:0) | W Connection | Arrowhead Stadium, Kansas City |  |
|                     | Burns 50' · Radosavljevic 53' |           |              |                                |  |

| 6 de marzo de 2002 | Comunicaciones                      | 4:0 (1:0) | D.C. United | Estadio Mateo Flores, Ciudad de Guatemala |  |
|                    | Núñez 45', 80', 86' · Torlacoff 70' |           |             |                                           |  |

| 13 de marzo de 2002 | D.C. United         | 2:1 (0:1) | Comunicaciones | Estadio Robert F. Kennedy, Washington D. C. |  |
|                     | Lisi 65' · Pope 89' |           | Gómez 13'      |                                             |  |

| 13 de febrero de 2002 | Alajuelense | 1:0 (0:0) | América | Estadio Alejandro Morera Soto, Alajuela |  |
|                       | Marín 67'   |           |         |                                         |  |

| 6 de marzo de 2002 | América | 0:2 (0:0) | Alajuelense             | Estadio Plan de San Luis, San Luis Potosí |  |
|                    |         |           | López 56' · Fonseca 64' |                                           |  |

| 13 de marzo de 2002 | Defence Force | 1:0 (0:0) | Pachuca | Estadio Hasely Crawford, Puerto España |  |
|                     | Smith 76'     |           |         |                                        |  |

| 27 de marzo de 2002 | Pachuca                             | 4:0 (2:0) | Defence Force | Estadio Hidalgo, Pachuca de Soto |  |
|                     | Arango 32', 88', 90+1' · Chitiva 6' |           |               |                                  |  |

| 13 de marzo de 2002 | Olimpia | 0:1 (0:0) | San Jose Earthquakes | Hard Rock Stadium, Miami |  |
|                     |         |           | Mulrooney 74'        |                          |  |

| 16 de marzo de 2003 | San Jose Earthquakes                      | 3:1 (2:0) | Olimpia   | Sacramento, California |  |
|                     | Donovan 32' · Russell 40' · Jeff Agoos 68 |           | Costa 87' |                        |  |

### Cuartos de final
| 30 de junio de 2002 | Monarcas Morelia                               | 2:0 (0:0) | Chicago Fire | Estadio Morelos, Morelia |  |
|                     | Carlos Adrián Morales 54' · Alex Fernandes 63' |           |              |                          |  |

| 10 de julio de 2002 | Chicago Fire           | 2:1 (0:1) | Monarcas Morelia     | Soldier Field, Chicago |  |
|                     | Dema Kovalenko 61' 66' |           | Antonio González 41' |                        |  |

| 10 de abril de 2002 | Santos Laguna              | 2:1 (2:0) | Kansas City Wizards | Estadio Corona, Torreón |  |
|                     | Eduardo Lillingston 2' 35' |           | Gary Glasgow 81'    |                         |  |

| 24 de abril de 2002 | Kansas City Wizards                | 2:0 (1:0) | Club Santos Laguna | Arrowhead Stadium, Kansas City |  |
|                     | Carey Talley 33' · Chris Brown 71' |           |                    |                                |  |

| 14 de abril de 2002 | Comunicaciones                        | 2:3 (1:1) | Alajuelense                               | Estadio Mateo Flores, Ciudad de Guatemala |  |
|                     | Fredy Thompson 31' · Fredy García 77' |           | Erick Jiménez 36' 64' · Sandro Alfaro 86' |                                           |  |

| 24 de abril de 2002 | Alajuelense                                             | 3:0 (2:0) | Comunicaciones | Estadio Alejandro Morera Soto, Alajuela |  |
|                     | Pablo Chinchilla 4' · Steven Bryce 38' · Josef Miso 70' |           |                |                                         |  |

| 17 de abril de 2002 | Pachuca                                                 | 3:0 (1:0) | San Jose Earthquakes | Estadio Hidalgo, Pachuca de Soto |  |
|                     | Marco Garces 10' · Sergio Santana 54' · Juan Arango 81' |           |                      |                                  |  |

| 24 de abril de 2002 | San Jose Earthquakes | 1:0 (0:0) | Pachuca | Spartan Stadium, San José |  |
|                     | Ramiro Corrales 61'  |           |         |                           |  |

### Semifinales
| 7 de agosto de 2002 | Monarcas Morelia                                                                                 | 6:1 (0:0) | Kansas City Wizards | Estadio Morelos, Morelia |  |
|                     | Alex Fernandes 50' 75' 83' (pen.) · Hernán Buján 57' · Adolfo Bautista 62' · Javier Saavedra 73' |           | Dario Fabbro 85'    |                          |  |

| 28 de agosto de 2002 | Kansas City Wizards | 1:1 (0:1) | Monarcas Morelia        | Spartan Stadium, San José |  |
|                      | Chris Brown 68'     |           | José Noriega 36' (pen.) |                           |  |

| 7 de agosto de 2002 | Alajuelense            | 2:1 (1:1) | Pachuca    | Estadio Alejandro Morera Soto, Alajuela |  |
|                     | Alfaro 24' · Lopez 48' |           | Chitiva 3' |                                         |  |

| 28 de agosto de 2002 | Pachuca                                 | 2:0 (1:0) | Alajuelense | Estadio Hidalgo, Pachuca de Soto |  |
|                      | Sergio Santana 32' · Walter Silvani 76' |           |             |                                  |  |

### Final
- Se jugó en un terreno neutral gracias a un acuerdo entre ambos clubes

| 18 de septiembre de 2002, 18:00 | Monarcas Morelia | 0:1 (0:0) | Pachuca            | Estadio Azul, Ciudad de México                                |                                                               |
|                                 |                  |           | Walter Silvani 48' | Asistencia: 15,000 espectadores Árbitro(s): Felipe Ramos Rizo | Asistencia: 15,000 espectadores Árbitro(s): Felipe Ramos Rizo |

| ?     | Guardameta     | Miguel de Jesús Fuentes |     |
| ?     | Defensa        | Omar Trujillo           |     |
| ?     | Defensa        | Heriberto Morales       |     |
| ?     | Defensa        | Darío Franco            |     |
| ?     | Defensa        | Javier Saavedra         | 56' |
| ?     | Centrocampista | José Antonio Noriega    | 69' |
| ?     | Centrocampista | Jorge Almirón           |     |
| ?     | Centrocampista | Mario Alejandro Ruiz    |     |
| ?     | Centrocampista | Carlos Adrián Morales   |     |
| ?     | Delantero      | Adolfo Bautista         | 52' |
| ?     | Delantero      | Alex Fernandes          |     |
| D. T. | D. T.          | Rubén Omar Romano       |     |

| ?     | Guardameta     | Miguel Calero             |     |
| ?     | Defensa        | Alberto Rodríguez         |     |
| ?     | Defensa        | Francisco Gabriel de Anda |     |
| ?     | Defensa        | Jesús López Meneses       |     |
| ?     | Defensa        | Marco Sánchez             |     |
| ?     | Centrocampista | Fausto Pinto              |     |
| ?     | Centrocampista | Ángel Sosa                |     |
| ?     | Centrocampista | Cesáreo Victorino         |     |
| ?     | Centrocampista | Andrés Chitiva            |     |
| ?     | Delantero      | Walter Silvani            | 74' |
| ?     | Delantero      | Sergio Santana            |     |
| D. T. | D. T.          | Alfredo Tena              |     |

| ? | Defensa        | Ismael Iñiguez       | 56' |
| ? | Centrocampista | Alberto Martín Gómez | 69' |
| ? | Delantero      | Hernán Buján         | 52' |

| ? | Delantero | Juan Arango | 74' |

| 48' | Walter Silvani | 0:1 |

| 85' | Jesús López Meneses |

| Principal | Felipe Ramos Rizo |

| ?     | Guardameta     | Miguel de Jesús Fuentes |     |
| ?     | Defensa        | Omar Trujillo           |     |
| ?     | Defensa        | Heriberto Morales       |     |
| ?     | Defensa        | Darío Franco            |     |
| ?     | Defensa        | Javier Saavedra         | 56' |
| ?     | Centrocampista | José Antonio Noriega    | 69' |
| ?     | Centrocampista | Jorge Almirón           |     |
| ?     | Centrocampista | Mario Alejandro Ruiz    |     |
| ?     | Centrocampista | Carlos Adrián Morales   |     |
| ?     | Delantero      | Adolfo Bautista         | 52' |
| ?     | Delantero      | Alex Fernandes          |     |
| D. T. | D. T.          | Rubén Omar Romano       |     |

| ?     | Guardameta     | Miguel Calero             |     |
| ?     | Defensa        | Alberto Rodríguez         |     |
| ?     | Defensa        | Francisco Gabriel de Anda |     |
| ?     | Defensa        | Jesús López Meneses       |     |
| ?     | Defensa        | Marco Sánchez             |     |
| ?     | Centrocampista | Fausto Pinto              |     |
| ?     | Centrocampista | Ángel Sosa                |     |
| ?     | Centrocampista | Cesáreo Victorino         |     |
| ?     | Centrocampista | Andrés Chitiva            |     |
| ?     | Delantero      | Walter Silvani            | 74' |
| ?     | Delantero      | Sergio Santana            |     |
| D. T. | D. T.          | Alfredo Tena              |     |

| ? | Defensa        | Ismael Iñiguez       | 56' |
| ? | Centrocampista | Alberto Martín Gómez | 69' |
| ? | Delantero      | Hernán Buján         | 52' |

| ? | Delantero | Juan Arango | 74' |

| 48' | Walter Silvani | 0:1 |

| 85' | Jesús López Meneses |

| Principal | Felipe Ramos Rizo |

| ?     | Guardameta     | Miguel de Jesús Fuentes |     |
| ?     | Defensa        | Omar Trujillo           |     |
| ?     | Defensa        | Heriberto Morales       |     |
| ?     | Defensa        | Darío Franco            |     |
| ?     | Defensa        | Javier Saavedra         | 56' |
| ?     | Centrocampista | José Antonio Noriega    | 69' |
| ?     | Centrocampista | Jorge Almirón           |     |
| ?     | Centrocampista | Mario Alejandro Ruiz    |     |
| ?     | Centrocampista | Carlos Adrián Morales   |     |
| ?     | Delantero      | Adolfo Bautista         | 52' |
| ?     | Delantero      | Alex Fernandes          |     |
| D. T. | D. T.          | Rubén Omar Romano       |     |

| ?     | Guardameta     | Miguel Calero             |     |
| ?     | Defensa        | Alberto Rodríguez         |     |
| ?     | Defensa        | Francisco Gabriel de Anda |     |
| ?     | Defensa        | Jesús López Meneses       |     |
| ?     | Defensa        | Marco Sánchez             |     |
| ?     | Centrocampista | Fausto Pinto              |     |
| ?     | Centrocampista | Ángel Sosa                |     |
| ?     | Centrocampista | Cesáreo Victorino         |     |
| ?     | Centrocampista | Andrés Chitiva            |     |
| ?     | Delantero      | Walter Silvani            | 74' |
| ?     | Delantero      | Sergio Santana            |     |
| D. T. | D. T.          | Alfredo Tena              |     |

| ? | Defensa        | Ismael Iñiguez       | 56' |
| ? | Centrocampista | Alberto Martín Gómez | 69' |
| ? | Delantero      | Hernán Buján         | 52' |

| ? | Delantero | Juan Arango | 74' |

| 48' | Walter Silvani | 0:1 |

| 85' | Jesús López Meneses |

| Principal | Felipe Ramos Rizo |

| ?     | Guardameta     | Miguel de Jesús Fuentes |     |
| ?     | Defensa        | Omar Trujillo           |     |
| ?     | Defensa        | Heriberto Morales       |     |
| ?     | Defensa        | Darío Franco            |     |
| ?     | Defensa        | Javier Saavedra         | 56' |
| ?     | Centrocampista | José Antonio Noriega    | 69' |
| ?     | Centrocampista | Jorge Almirón           |     |
| ?     | Centrocampista | Mario Alejandro Ruiz    |     |
| ?     | Centrocampista | Carlos Adrián Morales   |     |
| ?     | Delantero      | Adolfo Bautista         | 52' |
| ?     | Delantero      | Alex Fernandes          |     |
| D. T. | D. T.          | Rubén Omar Romano       |     |

| ?     | Guardameta     | Miguel Calero             |     |
| ?     | Defensa        | Alberto Rodríguez         |     |
| ?     | Defensa        | Francisco Gabriel de Anda |     |
| ?     | Defensa        | Jesús López Meneses       |     |
| ?     | Defensa        | Marco Sánchez             |     |
| ?     | Centrocampista | Fausto Pinto              |     |
| ?     | Centrocampista | Ángel Sosa                |     |
| ?     | Centrocampista | Cesáreo Victorino         |     |
| ?     | Centrocampista | Andrés Chitiva            |     |
| ?     | Delantero      | Walter Silvani            | 74' |
| ?     | Delantero      | Sergio Santana            |     |
| D. T. | D. T.          | Alfredo Tena              |     |

| ? | Defensa        | Ismael Iñiguez       | 56' |
| ? | Centrocampista | Alberto Martín Gómez | 69' |
| ? | Delantero      | Hernán Buján         | 52' |

| ? | Delantero | Juan Arango | 74' |

| 48' | Walter Silvani | 0:1 |

| 85' | Jesús López Meneses |

| Principal | Felipe Ramos Rizo |

| Bandera de México         |
| Campeón Pachuca 1° título |

## Goleadores
| Jugador             | Equipo           | Goles |
| ------------------- | ---------------- | ----- |
| Alex Fernandes      | Monarcas Morelia | 4     |
| Juan Arango         | Pachuca          | 4     |
| Dema Kovalenko      | Chicago Fire     | 3     |
| Milton Núñez        | Comunicaciones   | 3     |
| Eduardo Lillingston | Santos Laguna    | 3     |